# Iris swensoniana
Iris swensoniana là một loài thực vật có hoa trong họ Diên vĩ. Loài này được Chaudhary, G.Kirkw. & C.Weymouth miêu tả khoa học đầu tiên năm 1975 publ. 1976.